# Annie's Bay
Annie's Bay är en vik i Bermuda (Storbritannien).   Den ligger i parishen St. George's, i den östra delen av landet, 14 kilometer nordost om huvudstaden Hamilton.